# تیلوکلار
تیلوکلار (به اسپانیایی: Volcán Tilocálar) یک کوه در شیلی است که در ال لوآ واقع شده‌است. تیلوکلار ۳٬۱۱۶ متر بالاتر از سطح دریا واقع شده‌است.